# Монгольская латиница
Монгольская латиница — система записи монгольского языка с помощью латинского алфавита. Официально применялась в феврале — марте 1941 года в Монгольской Народной Республике. Кроме того, существовали два поддержанных государством проекта по переходу монгольского языка на латинский алфавит — в МНР в начале 1930-х и в Китайской Народной Республике в 1970-х. Оба этих проекта не были реализованы.

## В Монголии

### Начало 1930-х годов
К началу XX века народы монгольской языковой группы пользовались преимущественно монгольским вертикальным письмом и его вариациями. В 1920-е годы в СССР начался процесс перевода на латинский алфавит письменностей различных народов страны. К концу 1920-х годов на латиницу перешли два проживающих в СССР народа, говорящих на монгольских языках — калмыки и буряты. Монгольская Народная Республика, государственным языком которой был монгольский, в то время сильно зависела от СССР в политическом и культурном плане, что обусловило начало латинизации и там.
В начале 1929 года советским лингвистом М. Н. Поппе был опубликован проект латинского алфавита, единого для бурятского и монгольского языков. Он предлагал использовать следующие буквы: A a, B b, C c, Ç ç, D d, E e, F f, G g, I i, J j, K k, L l, M m, N n, ꞑ, O o, Ө ө, P p, R r, S s, T t, U u, Y y, X x, V v. Особенностью проекта было применение буквы i не только для обозначения гласного звука, но и как буквы-модификатора. Так, c должно было обозначать звук [ч], ci — [ц], ç — [дз], çi — [дж], s — [с], si — [ш]. Буквы p, f, v, k предлагались для записи иностранных заимствований. Долгие гласные обозначались путём удвоения соответствующей буквы. В июне 1929 года для бурятского языка был утверждён другой вариант алфавита, разработанный Хабаевым и Барадиным. Это вынудило Поппе пересмотреть свой проект, и опубликовать в начале 1930 года другой его вариант, ориентированный, в первую очередь, на монгольский язык. В этом варианте автор предложил следующую систему обозначения свистящих и шипящих звуков: c — [ч], ç — [ц], z — [дз], ƶ — [дж], s — [с], ş — [ш]. Доработанный проект Поппе в итоге включал следующие буквы: A a, B b, C c, Ç ç, D d, E e, F f, G g, I i, K k, L l, M m, N n, O o, Ө ө, P p, R r, S s, Ș ş, T t, U u, Y y, Z z, Ƶ ƶ, X x, V v.
В первой половине 1930 года VIII съезд Монгольской народно-революционной партии предложил перейти со старомонгольского письма на латинский алфавит. Это предложение было поддержано Великим народным хуралом и правительством, что было закреплено декретом № 36 от 31 октября 1930 года. Первый раз новый алфавит, состоящий из 30 букв, был опубликован в газете «Yнэн» 19 февраля 1930 года. Этот алфавит являлся, скорее, транслитерацией старомонгольского письма, чем принципиально новым подходом к орфографии. 10—17 января 1931 года в Москве прошла конференция монгольской группы народов по вопросам письменности и языка. На ней присутствовала и делегация из МНР во главе с министром просвещения. Конференция постановила принять для монгольского языка латинский алфавит из 27 букв: A a, B b, C c, Ç ç, D d, E e, F f, G g, H h, I i, J j, K k, L l, M m, N n, O o, Ө ө, P p, R r, S s, Ş ş, T t, U u, V v, Y y, Z z, Ƶ ƶ.
С 1931 года именно этот вариант алфавита стал появляться на страницах монгольской прессы. На нём печатались отдельные статьи в газетах, а также дублировались заглавия и выходные данные отдельных книг. Однако большая часть литературы и прессы по-прежнему печаталсь старомонгольским письмом. Вместе с тем, уже в 1933 году в МНР наметился отказ от латинизации, даже рудиментарное использование латиницы прекратилось. Более того, в ходе политических репрессий в 1937 году бывшему министру просвещения вменялось обвинение в попытке «уничтожения национального монгольского письма».

### 1940—1941 годы
Вновь вопрос о переходе на латинский алфавит в МНР был поднят в 1940 году, когда в СССР уже отказались от латинизации и начали перевод письменностей национальных меньшинств на кириллицу. В апреле 1940 предложение о переходе на латинский алфавит было озвучено на X съезде МНРП и поддержано Великим народным хуралом. 26 июля 1940 года Чойбалсан подписал указ о создании комиссии по латинизации под руководством Цеденбала. Комитету было поручено разработать новый алфавит с целью «развития промышленности, скотоводства, торговли, культуры, образования и грамотности путем устранения старой отсталой письменности». От Академии наук в состав комиссии вошли Цэндийн Дамдинсурэн и Шадавын Лувсанвандан. Помимо алфавита комиссией была разработана и новая орфография. 21 февраля 1941 года Монголия официально перешла на латинский алфавит
Монгольский латинизированный алфавит, принятый в 1941 году:
| A a | B b   | C c | Ch ch | D d | E e | F f | G g | H h   | I i |
| J j | K k   | L l | M m   | N n | O o | Ө ө | P p | Q q   | R r |
| S s | Sh sh | T t | U u   | W w | X x | Y y | Z z | Zh zh |     |

Долгота гласных обозначалась апострофом после буквы.
Однако через месяц, 25 марта 1941 года, латинский алфавит в МНР был отменён и вместо него введён кириллический алфавит, используемый, с некоторыми изменениями, и в настоящее время.

## В Китае
Впервые вопрос о латинизации монгольской письменности в Китае был поднят в 1958 году. Через два года правительство Внутренней Монголии обратилось с этим вопросом к центральным властям, но это обращение осталось без последствий. Предложенный алфавит выглядел так: A a, B b, C c, D d, E e, F f, G g, H h, I i, J j, K k, L l, M m, N n, O o, P p, Q q, R r, S s, T t, U u, W w, Y y, Z z, ô, û. Вновь к этому вопросу вернулись в 1975 году, когда решением Госсовета КНР рабочая группа Революционного комитета Внутренней Монголии была уполномочена координировать монгольские общины провинций Хэйлунцзян, Гирин, Ляонин, Ганьсу, Цинхай и Нинся-Хуэйского и Синьцзян-Уйгурского автономных районов. Завершение работы по созданию латинизированного монгольского алфавита было запланировано на конец 1977 года. Однако вскоре мнение центральных властей о необходимости латинизации монгольского письма изменилось и, когда в 1979 году рабочая группа представила свой проект, от латинизации уже было решено отказаться и сохранить для монголов КНР старомонгольское письмо. Сам же проект был объявлен вспомогательной фонетической системой написания и произношения. В 1980 рабочий комитет по языку Внутренней Монголии подтвердил, что это именно фонетическая система записи монгольского языка, а не практическая письменность. Алфавит проекта 1970-х годов выглядел так: a, b, c, č, d, e, f, g, h, i, k, l, m, n, ng, o, ө, p, r, s, š, t, u, ʉ, w, y, z, ž. Этот алфавит применялся в качестве транскрипции в ряде учебников монгольского языка в 1980—1990-е годы.

## Таблица соответствия символов
| МНР 1941 | МНР 1931 | КНР 1958 | КНР 1979 |
| -------- | -------- | -------- | -------- |
| c        | ç        | c        | č        |
| ch       | c        | q        | c        |
| j        | j        | y        | i        |
| o        | o        | o, ô     | o        |
| ө        | ө        | o        | ө        |
| q        | g        | g        | g        |
| sh       | ş        | x        | š        |
| u        | u        | u, û     | u        |
| w        | v        | w        | w        |
| x        | k        | g        | k        |
| y        | y        | u        | ʉ        |
| zh       | ƶ        | j        | ž        |